# Nậm Phàng
Nậm Phàng là phụ lưu ở bờ trái sông Chảy, chảy ở huyện Bắc Hà tỉnh Lào Cai, Việt Nam .
Nậm Phàng dài 38 km, diện tích lưu vực 255 km², mã sông "02 02 65 39 10" .

## Dòng chảy
Sông bắt nguồn từ các suối ở xã Lùng Phình 22°36′16″B 104°20′38″Đ / 22,604393°B 104,34394°Đ chảy hướng đông nam qua xã Bản Liền và có tên là suối Bản Liền .
Sang xã Nậm Đét và Nậm Khánh thì sông đổi hướng tây nam và có tên là Nậm Phàng.

## Thủy điện
- Thủy điện Nậm Phàng có công suất lắp máy 36 MW xây dựng tại xã Nậm Đét và Nậm Khánh. 22°24′56″B 104°19′6″Đ / 22,41556°B 104,31833°Đ
- Thủy điện Nậm Khánh công suất lắp máy 12 MW, xây dựng trên phần thượng nguồn dòng nậm Phàng tại xã Nậm Khánh và Bản Liền 22°29′13″B 104°22′0″Đ / 22,48694°B 104,36667°Đ.

## Chỉ dẫn
1. ↑  Trong tiếng Thái - Tày "Nậm" có nghĩa là nước, sông, suối.